# 別技篤彦
別技 篤彦（べっき あつひこ、1908年12月7日 - 1997年4月17日）は、日本の地理学者。

## 経歴
陸軍少将・別技嘉助の長男として東京に生まれる。東京府立第五中学校（現東京都立小石川高等学校）卒。1928年静岡高等学校文科甲類卒業。1932年京都帝国大学文学部史学科卒。1938年大阪商科大学予科教授、戦時中地理調査のためジャワ派遣軍に所属、南方文化研究室長。1946年帰国。1949年大阪商科大学を退職し、福井大学教授となり、1952年からは神戸商科大学教授を兼任。1954年立教大学教授、74年定年退任、名誉教授。
1962年「東南アジア諸島の居住と開発史」により京都大学から文学博士の学位を授与される。1985年には日本地理学会名誉会員となる。

## 著書
- 『人文地理学通論』地人書館、1935
- 『世界地理政治大系 蘭領印度』白揚社、1941
- 『さまざまの風土さまざまの生活』矢島書房、1947
- 『さまざまの土地さまざまの工業』矢島書房、1948
- 『南の文化・北の文化 人間と風土』堀書店、1948
- 『人文地理の新研究』旺文社、1949
- 『社会科の日本地理』日栄社、1950
- 『未開拓の国国』国民図書刊行会 世界の国国、1952
- 『人文地理の研究法 新制学習』山海堂、1953
- 『世界の旅』金子書房 少年図書館選書、1953
- 『世界の風土と生活』岩崎書店 社会科全書、1953
- 『地理教育法』誠文堂新光社 教職教養シリーズ、1954
- 『世界めぐり』絵とき百科 偕成社、1955
- 『東京めぐり』絵とき百科 偕成社、1956
- 『郷土めぐり 風俗とくらし』絵とき百科 偕成社、1957
- 『めずらしい国ふしぎな人』北田卓史絵 大日本図書 ものがたり百科、1957
- 『日本のすがた 絵とき地理』偕成社、1958
- 『世界の風俗・世界の民族と生活』偕成社 目で見る学習百科、1960
- 『東南アジア諸島の居住と開発史 その地理学的考察』古今書院、1960
- 『人間と地域 人文地理学の新視角』古今書院 形成選書、1965
- 『新しい世界地理 2 東南アジア・オセアニアの国々』偕成社、1966
- 『プランテーション』古今書院 グローバル・シリーズ、1966
- 『アジアの旅・東から西 その風土・人間・歴史』古今書院 リージョナル・ブックス、1968
- 『モンスーンアジア その自然と人間』アジア経済研究所 アジアを見る眼、1968
- 『世界の自然 自然とたたかう人間』寺島竜一絵 大日本図書 ワールド・ブック、1970
- 『世界の人びと かわる世界のくらし』木川秀雄絵 大日本図書 ワールド・ブック、1970
- 『アジア社会誌 東南アジア編』古今書院、1972
- 『服装の地理 身を飾る人間』玉川大学出版部、1975
- 『東南アジア地域研究史序説 ラッフルズの業績を中心として』大明堂、1977
- 『ニッポンという「外国」 外国の教材にみる新しい日本像』日本工業新聞社、1977
- 『モンスーンアジアの風土と人間 民族のエトスを求めて』泰流社、1977
- 『世界の新しい国々 戦後独立した国の地政学』日本工業新聞社 大手町ブックス、1979
- 『ヨーロッパ南と北 こころの旅路』三修社 海外叢書、1979
- 『世界の民族と文化』日本工業新聞社 大手町ブックス、1980
- 『日本の姿 世界の教科書から』TBSブリタニカ、1980
- 『世界の教科書にみる戦争の教え方』新潮社、1983、朝日文庫 1997
- 『世界の教科書が示す理解されない国ニッポン』祥伝社、1988 新書判
- 『世界の風土と民族文化』帝国書院 国際理解シリーズ、1989
- 『世界の生活文化』帝国書院 国際理解シリーズ、1990
- 『日本の地域と生活文化』帝国書院 国際理解シリーズ、1991
- 『世界の教科書は日本をどう教えているか』白水社、1992、朝日文庫 1998

### 共著
- 『太平洋を繞る国々』小野鉄二共著 章華社、1935
- 『地理教育論』石橋五郎共著 成美堂書店、1937 現代教育学大系
- 『車窓のながめ』藤野義明共著 三省堂出版 社会科文庫、1949
- 『人文地理の完成8週間 大学入試』佐藤甚次郎共著 山海堂、1951 完成8週間叢書
- 『学習図説シリーズ 社会科大系 地理編 北アメリカ』幸田清喜共監修 学習研究社、1964

### 翻訳
- スタンプ『生と死の地理学』中村和郎共訳 古今書院 グローバル・シリーズ、1967
- ヒルヤー「世界をまわろう」『世界の名作図書館』講談社、1969